# Cristian Cigan
Cristian Lucian Cigan (n. 15 mai 1987, Oradea, România) este un fotbalist român care joacă la Szeged 2011.
Tatăl său, Sorin Cigan, a fost, de asemenea, fotbalist.

## Legături externe
- Cristian Cigan pe RomanianSoccer.ro și StatisticsFootball.com
- Profilul lui Cristian Cigan pe Soccerway